# اچ‌ام‌اس ایگل (۱۷۴۵)
اچ‌ام‌اس ایگل (۱۷۴۵) (به انگلیسی: HMS Eagle (1745)) یک کشتی بود که طول آن ۱۴۷ فوت (۴۴٫۸ متر) بود. این کشتی در سال ۱۷۴۵ ساخته شد.